# Телеш, Виталий (футболист)
Виталий Телеш (эст. Vitali Teleš; 17 октября 1983, Таллин) — эстонский футболист, вратарь.

## Биография
Начал взрослую карьеру в 15-летнем возрасте в клубе «Таллинна Ялгпалликоол-83» («Таллинская футбольная школа»), выступал за него до 2004 года и поднялся вместе с ним из пятого дивизиона во второй. В 2002 году клуб был преобразован в «Таллинна Ялгпалликлуб».
Летом 2004 года перешёл в клуб высшего дивизиона «ТФМК», где стал основным вратарём. В 2005 году вместе с клубом завоевал чемпионский титул. Выступал за «ТФМК» до его расформирования в конце 2008 года, после этого собирался завершить профессиональную карьеру и вернуться в «ТЯК», но получил приглашение из Финляндии.
В 2009 году перешёл в финский «Яро». Дебютный матч в чемпионате Финляндии сыграл 31 мая 2009 года против «Йювяскюля». За три сезона принял участие в 61 матче высшего дивизиона Финляндии.
В 2012 году вернулся в Эстонию и подписал контракт с клубом «Нымме Калью». В своём первом сезоне стал вместе с клубом чемпионом Эстонии. Принимал участие в матчах Лиги чемпионов, где его команде удалось выбить из розыгрыша финский «ХИК». В 2012 и 2013 годах отыграл без замен все 36 матчей чемпионата Эстонии, а всего за период 2012—2017 выходил на поле за «Нымме Калью» в 214 матчах чемпионата, пропустив только две игры. 4 ноября 2017 года забил свой первый гол в высшей лиге, отличившись с пенальти на 83-й минуте матча против «Транса» (8:1). По состоянию на 2017 год являлся капитаном «Нымме Калью».
В 2020 году перешёл в «Маарду ЛМ», провёл два сезона в первой лиге Эстонии, затем продолжил играть за клуб после перевода в четвёртый дивизион.
Всего в высшем дивизионе Эстонии сыграл 391 матч и забил один гол.

## Достижения
- Чемпион Эстонии (2): 2005, 2012
- Обладатель Кубка Эстонии (2): 2006, 2015
- Обладатель Суперкубка Эстонии (2): 2005, 2006